# Clément Jacquey
Clément Jacquey (23 de enero de 2000) es un deportista francés que compite en tiro con arco, en la modalidad de arco recurvo. Ganó dos medallas de oro en el Campeonato Europeo de Tiro con Arco en Sala de 2022, en las pruebas individual y de equipo.

## Palmarés internacional
| Campeonato Europeo en Sala | Campeonato Europeo en Sala | Campeonato Europeo en Sala | Campeonato Europeo en Sala |
| Año                        | Lugar                      | Medalla                    | Prueba                     |
| -------------------------- | -------------------------- | -------------------------- | -------------------------- |
| 2022                       | Laško (Eslovenia)          | Medalla de oro             | Individual                 |
| 2022                       | Laško (Eslovenia)          | Medalla de oro             | Equipo                     |